# 고희
고희(1560년 ~ 1615년)는 부안에서 출생, 임진왜란 때 선조를 호종하여 혁혁한 공훈을 세웠으며 여러 관직을 역임하는 동안 탁월한 충절의 공로로 충동정량(忠動貞亮) 호성공신 3등으로 책정되었고 영성군으로 봉작되었으며 18공신맹록에 들었다. 광해군 7년(1615)에 서거하니 나라에서 정2품 자헌대부호조판서를 증직하고 부안 석불산에 예장하였으며 산주위 사방 10리 내의 땅과 바다를 사패지로 정하였고, 특히 부조지전(不眺之典)의 은전을 하사하였다.영성군의 부친 사렴은 아들의 책훈으로 순충보조공신병조판서와 재원군을 증봉하였으며, 아들 홍건은 이괄의 난과 병자호란 때 호종한 공로로 호성원종공신과 영원군의 봉작을 받았고, 손자 두황은 영해군을 습작한 4대에 걸쳐 봉군되었다. 그리고 그의 문중 12대 372년간의 유품, 유물 중 고희 영정 3점, 교지 53점, 공신책봉록(한석봉 친필)의 상장식 호패 등 총215점을 보물로 지정하였다. 